# ゲドガキのバケモン
ゲドガキのバケモンは長崎県福江島に伝わる妖怪。南松浦郡岐宿町二本楠（現・五島市）と玉之浦町字荒川（現・同）との間にあるゲドガキという土地に住んでいたとされる。「バケモン」は「化け物」の意味で、「ゲドガキの化け物」とも呼ばれる。

## 概要
昔、玉之浦中須にいた丑松という子供がある晩に大泣きしたので、父親が「そんなに泣くとゲドガキのバケモンに食わすぞ!」と叱りつけた。すると家の外から「そんなら俺に食わせろ」と大声が返った。驚いた父は咄嗟に「これが一人前になったら食わすで」と言い逃れをしてしまった。
やがて一人前の若者に育った丑松がある日、用事で荷物を背負って帰宅する途中にゲドガキを通ると、バケモンが現れ「汝の父から汝は貰ったぞ」と襲いかかってきた。丑松も腕に覚えがあったので大格闘となったが、バケモンが丑松を捕らえようと背の荷物に手をかけたところ、背負い紐が切れたので丑松は逃げることができた。
しかし後日、丑松が同じように酒樽を背負ってゲドガキを通ったところ、バケモンが再び襲ってきた。このときは背負い紐が切れにくい丈夫な紐であったことが災いした上、バケモンが引っ張った酒樽から酒がこぼれ、滑って転んだ丑松は、バケモンに捕まって食べられてしまった。
丑松の家にいる父のもとには「お前の子を貰ったぞ!」とバケモンの声が響いたという。